# Donald Moffat
Donald Moffat (Plymouth, del Reino Unido, 26 de diciembre de 1930 - Sleepy Hollow, de los Estados Unidos, 20 de diciembre del 2018) fue un actor británico. Desarrolló la mayor parte de su carrera en los Estados Unidos, donde participó en más de 220 producciones de teatro, cine y televisión.

## Biografía
Moffat estudió en la Real Academia de Arte Dramático de Londres y formó parte de la compañía del Old Vic. Con 26 años, tras servir en la Segunda Guerra Mundial, se trasladó a los Estados Unidos, donde continuó su carrera actoral en Broadway. Actuó en una ochentena de producciones teatrales y dirigió otras diez. En 1967 fue nominado al premio Tony al mejor actor teatral por sus actuaciones en El pato silvestre y Así es (si así os parece).
En el cine participó en cerca de 70 películas y telefilmes, entre los que destacan la cinta The Thing, de John Carpenter. Tuvo también una dilatada carrera en televisión, participando en más de 60 producciones. Interpretó a multitud de personajes secundarios en series como Hawaii Five-O (1968), Bonanza (1959), Misión: Imposible (1966), Logan's Run (1977) o El ala oeste de la Casa Blanca (1999). Su último papel fue en 2005 en la serie Law & Order.
Falleció a los 87 años de edad, pocos días después de sufrir un derrame cerebral.